# Talsperre Upamayo
Die Talsperre Upamayo befindet sich am Oberlauf des Río Mantaro an der Grenze zwischen den peruanischen Regionen Junín und Pasco, 27 km südlich der Stadt Cerro de Pasco.
Die Talsperre wurde 1936 fertiggestellt und staut den Abfluss des Junín-Sees, den Río Upamayo, auf. Dadurch wird auch der Wasserspiegel des Junín-Sees angehoben. Die Talsperre dient sowohl der Wasserspeicherung als auch der Abflussregulierung für das stromabwärts befindliche Wasserkraftwerk Malpaso. Das Absperrbauwerk ist 10 m hoch und 96 m breit. Der nutzbare Stauraum umfasst 441 Millionen m³.